# Niderhoff
Niderhoff (deutsch Niederhof) ist eine französische Gemeinde mit 277 Einwohnern (Stand 1. Januar 2022) im Département Moselle in der Region Grand Est (bis 2015 Lothringen). Sie gehört zum Arrondissement Sarrebourg-Château-Salins.

## Geografie
Niderhoff liegt etwa elf Kilometer südlich von Sarrebourg an der Weißen Saar auf einer Höhe zwischen 272 und 376 m über dem Meeresspiegel. Das Gemeindegebiet umfasst 5,3 km². Die Gemeinde grenzt im Süden an das Département Meurthe-et-Moselle. Zu Niderhoff gehören die Gehöfte Moulin des Cailloux (dt. Kieselmühle) und Neuve Grange (dt. Neuscheuer), weiterhin die Wüstung Rayeux.

## Geschichte
Der Ort wurde 1244 erstmals als Niderhovum erwähnt und gehört seit 1661 zu Frankreich. 
In den Jahren  1432 und 1665 wurde Niderhoff in Kriegen zerstört. 
1836 hatte der Ort noch 589 Einwohner. Bis zum Ende des Ersten Weltkrieges wurde der Ortsname Niederhof geschrieben.
Im Gemeindewappen wird mit den gekreuzten Floßhaken an die lange Tradition der Flößerei erinnert, die bis ins 20. Jahrhundert anhielt. Grundlage dafür war der enorme Holzreichtum aus den nordwestlichen Vogesen.

### Bevölkerungsentwicklung
| Jahr      | 1962 | 1968 | 1975 | 1982 | 1990 | 1999 | 2007 | 2019 |
| Einwohner | 291  | 301  | 299  | 274  | 297  | 289  | 282  | 280  |

## Sehenswürdigkeiten

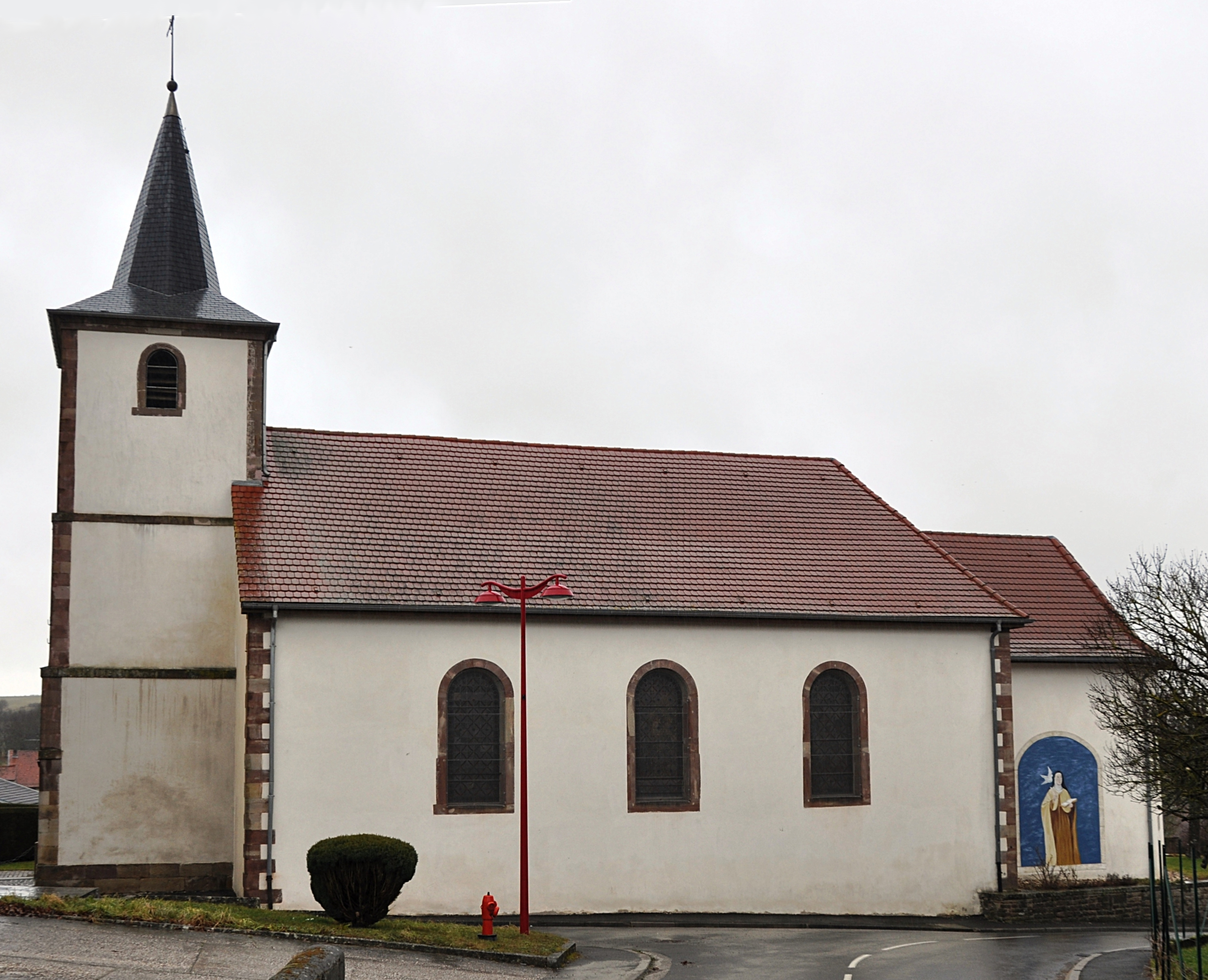
Kirche Sainte-Thérèse

- Kirche Sainte-Thérèse

## Belege
1. 1 2  Topographische Karte 1:25.000 (7308) Albertschweiler / Abreschviller [vor 1945, Meßtischblatt]. In: Landkartenarchiv.de. Abgerufen am 19. August 2023.
2. ↑  Meßtischblatt 3614 : Alberschweiler, 1884. 1884, abgerufen am 17. August 2023.
3. ↑  DDZ: Messtischblatt [7308] = 3614 : Alberschweiler, heute Abreschviller, Frankreich, 1914. 1914, abgerufen am 17. August 2023.
4. ↑  Wappenbeschreibung auf genealogie-lorraine.fr (französisch)